# コンピュータ分野における対立
コンピュータ分野における対立（コンピュータぶんやにおけるたいりつ）は、コンピュータの分野における対立・論争である。
対立や論争の対象は、個々の技術や製品だけでなく、背景となる設計思想やベンダー陣営を含む場合もある。
ウィキペディア日本語版での独立記事はCategory:コンピュータ分野における議論と対立にまとめられている。

## 概要
コンピュータ分野での対立や論争には、さまざまなものがある。

### 対象
一般に個々の製品の寿命は数年〜十数年程度だが、特にコンピュータ・アーキテクチャの寿命は後継の拡張を含めると数十年に及ぶ場合があり、関連するハードウェア・ソフトウェア全般にも長年の影響を与えるため重要である（例：メインフレームのSystem/360系（1964年〜現在）、パーソナルコンピュータのx86系（1978年〜現在）など）。
また基盤となるソフトウェアに関連する対立や論争は、業界でもユーザー間でも長期化・深刻化する場合が多い。この理由には、ソフトウェア（特にオペレーティングシステム、プログラミング言語、開発ツールなど）は、作成され発展した歴史的背景、設計思想、開発や運用のノウハウ、習得し馴染んだ操作性、などの「文化」を持っているためと言われる。またソフトウェア以外でも日常の操作性（ヒューマンマシンインターフェース）に影響するものも同様である（例：キーボードのキー配列）。

### 原因と影響
原因には、技術的なもの、商業的なもの、ユーザーの好みや慣れ、更にはマスコミを含めたブームなどがある。影響には、業界の分断、製品の非互換性や陳腐化、ユーザーの混乱などの非効率が発生する反面、選択肢と競争により世代交代が進み長期的な技術革新をもたらす側面もある。
コンピュータ分野はベンチャー企業やベンチャー出身企業が多く、巨額の先行投資を行い、激しい市場競争の中で、その製品・技術が成功し普及すれば先行者利益を享受できるが、失敗すれば消滅もする。特にデファクトスタンダードとなった製品・技術を独占的に所有した企業は市場を支配できるが、反面、独占批判を受け対立陣営が形成されたり、更には独占した市場自体が縮小し別の市場が拡大する場合もある（例：ダウンサイジング）。

### 標準化
標準化との関連もさまざまである。普及のために既存の標準化団体に採用を働きかける（例：オープンフォーマット）、専用の標準化団体を立ち上げて対立陣営の標準化団体と対立する（例：UNIX戦争）、公的には標準化しないままデファクトスタンダードとなる（例：Microsoft Windows）、デファクトスタンダードが後から追認の形で標準化される（例：ISA、シフトJIS）などがある。
また独占を警戒する側からはライセンス条件の緩和や無償化、規格制定権限の標準化団体への移行、更にはオープンソース化などが主張され、製品や技術を独占している側からは主導権の確保、多数バージョン派生による混乱の回避、ユーザーの安心などを理由に反論が展開され、限定的対応となる場合もある（例：Java）。

### 注意点
対立や論争の際には、双方が「技術的優位性」や「オープン性」を唱える場合が多い。ただし何を「技術的優位」や「オープン」と呼ぶかは多数の観点がある（例：マイクロソフトは同社のプロプライエタリな製品であるMicrosoft Windowsを「オープン」と主張している）。また同一の企業でも、オープン路線で普及に成功すると、新技術導入や安定・利益確保のために独自拡張（クローズド）に転じ、市場を失うと再びオープン路線を展開する場合もある（例：IBMのメインフレームやパーソナルコンピュータ）。更に「オープン」や「独占」などのイメージ形成は、その当時のマスコミによる影響も大きい（例：オープンシステム (コンピュータ)#日本の特殊事情）。
以下はコンピュータの分野における主要な対立の例である。

## ハードウェア

### 標準化 対 カスタム化
具体例として集積回路の生産等のトレンドを1960年代から21世紀初頭まで眺めると、汎用ロジックIC → カスタムLSI → (汎用)マイクロプロセッサ → ASIC → プログラマブルロジックデバイス というように、標準化された製品とカスタム化された製品という交互の波がある。法則としての提案者の名から「牧本ウェーブ」と呼ばれており、その理由や未来予想などが検討されている。

### メインフレーム 対 分散システム
初期のメインフレームに代表される集中処理では、専用の技術者により管理される中央の大型のコンピュータが集中処理・集中管理を行い、多少のインテリジェンスを持つ機器も端末であり、単独では稼働できなかった。またSystem/360では仕様公開したIBMが、1980年代には互換機対策として知的所有権による保護を強化し、米司法省による独占禁止法訴訟も開始された。このため1980年代〜1990年代には分散システム（ミニコンピュータ、UNIX、パーソナルコンピュータなど）の側より、「反独占、反管理社会、コンピューティングの民主主義」などを唱える表現が広まった。有名な例には、1984年のMacintosh発売時のAppleによるTVコマーシャルがあり、オーウェルの小説「1984年」をイメージした管理社会に、IBMを連想させる「ビッグブラザー」を主人公がハンマーで破壊する  。
なお、メインフレームの独自オペレーティングシステムと、分散システムの大半では、コマンド体系、プログラミング言語、文字コード、ファイルシステム、通信プロトコル、運用管理手法など「文化」が大幅に異なった。
2000年代には、クラウドコンピューティングが流行語となり、アプリケーションサーバによる集中処理への揺り戻しが見られるが、これは分散システムを前提としたものであり、対立をはらむものではない。

### 日米コンピュータ戦争
1960年代〜1990年代の日米間で、通産省および国産メーカーと、米国（主にIBMのメインフレーム）の間で一連の対立が発生した。単なる製品開発競争ではなく、当時の国産コンピュータの保護育成政策を背景にした外資メーカーへの輸入制限と自由化、国産メーカーの育成（超高性能電子計算機プロジェクト、三大コンピューターグループ、第五世代コンピュータなど）、日米貿易摩擦、ソフトウェアの著作権保護の是非、IBM産業スパイ事件の発生、日米スパコン貿易摩擦などを含む。メインフレーム#全盛期（ - 1980年代）も参照。

### 初期パーソナルコンピュータ
1970年代の初期のパーソナルコンピュータ市場では、コモドールのPET 2001、タンディラジオシャックのTRS-80、AppleのApple IIなどが競争を展開した。日本では8ビット御三家を参照。またCPUではx86、MC68000、Z80など、オペレーティングシステムではCP/M、OS-9などの比較や優劣論議も盛んに行われた。

### 分散コンピューティング
コンピュータシステムの性能・可用性・信頼性向上の観点から、さまざまなレベルや形態の分散コンピューティングが登場しており、それぞれのメリット・デメリットが議論され続けている。コンピュータ内部のマルチプロセッサ、コンピュータ間のクラスタリング、さらにはクライアントサーバモデル、グリッド・コンピューティングなどがある。

### RISC 対 CISC
1980年代にはCPUの設計思想として、シンプルな命令セットを持つRISCが台頭し、それ以前のCPUをCISCと呼び、多数の競争と議論が展開された。RISC陣営にはMIPSアーキテクチャ、SPARC、PA-RISC、POWER、Alphaなどがあり、主なCISCにはメインフレームのCPUやマイクロプロセッサのx86などがあった。
1990年代にはx86もマイクロアーキテクチャをRISC化（CRISC）し、一方RISCも命令を追加し続けたため、両者の設計思想は近接したため、技術的な相違はほぼ無くなった。

### MCA 対 EISA
パーソナルコンピュータのバスは、世界的にはATバス（ISAバス）がデファクトスタンダードとなったが、IBM PS/2に搭載されたMCAはATバスとのハードウェア面の互換性が無かったため、対立するPC/AT互換機陣営がEISAを提唱し、後にはATバスの延命であるVLバスも含めて競争と優劣の議論が展開された。

### インテル 対 AMD
16ビットのパーソナルコンピュータ市場のCPUは、インテルのx86が主流となった。AMDはインテルのライセンスを受たセカンドソースメーカーだったが、インテルが32ビットの80386からセカンドソースを廃止したため、独自開発による互換プロセッサ路線に転換して市場競争および訴訟を展開した。更に64ビット化に際し、インテルは互換メーカー振り切りもあり互換性の無いIA-64を提唱したが、AMDはx86を拡張したAMD64(x64)で対抗して主流となり、後にはインテルもAMD64とほぼ同規格のIntel 64を採用した。2009年11月、両社は包括的和解の合意を発表した。

### PC 対 Mac
パーソナルコンピュータ市場でMS-DOSを搭載したIBM PC互換機（日本ではPC-9800シリーズ）が主流となり、単に「PC」と呼ばれるようになった頃、GUIを標準搭載したMacintoshが登場した。PCのビジネス中心、ハードウェアとOSの分離、多様なデザインの共存、ハードウェアによる拡張性の重視、多数のメーカーの競争による低価格化に対して、Macは個人ユーザー中心、ハードウェアとOSの密接な統合、シンプルで一貫したデザイン、ソフトウェアによる拡張性の重視、単一のメーカーによるブランド性などを持ち「文化の対立」とも言われた。このためGUIの訴訟（#GUI 対 CUI参照）、CPUやOSの変更（PCのOSはDOSからWindows 9x系を経てWindows NT系、MacのOSはClassic Mac OSからMac OS X、MacのCPUは68000からPowerPCを経てx86へと移行した）、一時のMacintosh互換機、マイクロソフトとの対立や提携の是非など、ユーザー間を含め広範な議論が展開された。
2000年代以降の「Windows 対 Mac」ではMac側がシェア争いを放棄し、デザイナー向け等のカジュアル・差異化路線に向かったためPCの優位が確定しているものの、現在もユーザー間の議論はかまびすしい。MacのOSがMac OS Xに移行した前後に設計思想が多少変化したこともあり、「互換性重視のWindowsか、革新性重視のMacか」といったClassic Mac OS時代とはやや異なる範囲の議論も行われている。

### PC-98 対 PC/AT互換機
日本の16ビットのパーソナルコンピュータ市場で圧倒的であったPC-9800シリーズに対し、DOS/Vを搭載したPC/AT互換機陣営により、市場競争および優劣論議が展開された。詳細はPC-98 対 DOS/Vを参照。

## オペレーティングシステム

### UNIX
UNIX（およびUnix系）はオープンシステムを標榜し、特定のベンダーに縛られないコンピューティング環境を目指した。ただし多数の系統に分岐し、商用UNIXの大半はプロプライエタリでベンダーごとの拡張も多い。また1980年代には主要な商用UNIXベンダー間でUNIX戦争が発生した。歴史的にはユーザー（特にプログラマ）中心の文化が強く、当初はメインフレームの集中管理や独占状態、現在はマイクロソフトのクローズドな技術や独占状態などを批判する立場の議論も多い。なお毒舌で知られるサン・マイクロシステムズのスコット・マクネリ会長は「IBMとマイクロソフトは人類の敵」との発言を続けていたが、2004年にはマイクロソフトと全面和解して業界を驚かせた  。#オブジェクト指向プログラミング、#Java 対 C#も参照。

### OS/2 対 Windows
パーソナルコンピュータ向けの次世代オペレーティングシステムとして、IBMとマイクロソフトはOS/2を共同開発して発売したが、マイクロソフトは途中からWindows 3.xに重点を移し、更にOS/2と直接競合するWindows NTを開発した。IBMはマイクロソフトとのOS共同開発契約を清算してOS/2の単独開発を続け、PC/AT互換機、日本電気、東芝などにもライセンス供給してWindows系と全面対決したため、製品競争と比較論争が展開された。

### Windows
Windowsはマイクロソフトによるプロプライエタリなオペレーティングシステムであり、パーソナルコンピュータ市場において圧倒的なシェアを持つ。またマイクロソフトは各国の司法省などと独占禁止法違反訴訟を多数抱えており、3E戦略と批判されるほか、過去にはハロウィーン文書などオープンソースへの積極的な批判も展開した。（なお日本は例外であるが、世界的にはWindowsは「オープンシステム」とは呼ばれない。）マイクロソフトに批判的なサイトには、海外ではフリーソフトウェア財団による「Windows 7 Sins」、「Micro$oft Hate Page」（現在は閉鎖されている）、日本では中村正三郎による「暗黒の帝国マイクロソフト」（2001年以降は更新されていない）や、外崎則夫による「がんばれ！！ゲイツ君」(2011年12月に電凸を受け閉鎖)などがある。独占禁止法訴訟はマイクロソフトの欧州連合における競争法違反事件やen:United States v. Microsoftも参照。
Windowsをめぐる論争には、単にオペレーティングシステム（のベース部分）だけでなく、以下も関連する場合が多い。
- 各バージョンのユーザインタフェースの著作権（Appleとの訴訟など）
- WindowsのOEM契約における排他的商行為の有無（独占的地位を背景にした競合製品の排除など）
- Internet Explorer、MSN Explorer、MSN メッセンジャー、Windows Media Playerなどのバンドル政策の是非や、検索エンジンのデフォルトなど
- Microsoft Updateのプライバシー侵害の観点（Microsoft Update#論争と代案を参照）
- Microsoft OfficeのOpenXML（#オープンフォーマットを参照）
- プログラミング言語および実行環境のC#、.NET（#Java 対 C#を参照）

### マイクロカーネル 対 モノリシックカーネル
オペレーティングシステムの実装方法として、複数の異なったハードウェア（CPUなど）にも対応容易なマイクロカーネルと、特定のハードウェアに特化するが性能重視のモノリシックカーネルの論争があった。詳細はアンドリュー・タネンバウムとリーナス・トーバルズの議論を参照。

### Linux
2000年頃よりLinuxの利用が一般化する。通常「Linux」と呼ばれるオペレーティングシステムは、Linuxカーネルと、GNUプロジェクトなどの多数のツール等で構成される。このためGNU/Linux名称論争が発生した。またLinuxディストリビュータとしてレッドハットが独走すると、その独占を警戒したディストリビュータによってUnited Linuxなどの「反レッドハット陣営」の動きも発生した。2003年にはSCOによるLinuxの著作権をめぐる訴訟が発生した（SCO#Linuxをめぐる裁判を参照）。

## アプリケーション・ソフトウェアなど

### オフィスソフト
表計算ソフトではApple IIでのVisiCalcが、次にMS-DOSを搭載したIBM PCおよび互換機では強力なマクロ機能とアドイン機能を持ったLotus 1-2-3が、デファクトスタンダードとなった。マイクロソフトは当初はMultiplanを販売していたが、MacintoshのGUI用の表計算ソフトであるExcelをWindowsに移植し、Windows自体の普及と合わせて対抗した（ExcelをIBM PC互換機で動かすためにWindowsが開発された形である）。
ワープロソフトはCP/MではWordStar、MS-DOSを搭載したIBM PCおよび互換機ではWordPerfect（日本ではPC-9801と一太郎）がデファクトスタンダードとなった。Windowsでは主に「Word 対 WordPerfect 対 Lotus WordPro」（日本では「Word 対 一太郎」）の構図で競争となった。
これらはオフィスソフトとも呼ばれ、主戦場がWindows用のオフィススイートとなると、「Microsoft Office 対 WordPerfect Office 対 Lotus SmartSuite」（日本では「Microsoft Office 対 Justsystem Office/JUST Suite 対 ロータス・スーパーオフィス」）の構図で激しい競争が展開された。なおスクリプト言語として、Microsoft OfficeではVBAが、Lotus SmartSuite（スーパーオフィス）ではLotus Scriptが搭載された。
2009年現在はMicrosoft Officeがデファクトスタンダードだが、一定の互換性を持つサンのStarSuite（アジア圏ではStarOffice）、そのオープンソース版のOpenOffice.org(OOo)、OOoからフォークしたThe Document FoundationのLibreOffice、OOoのIBMカスタマイズ版のLotus Symphonyなど、あるいはWeb上で動くGoogle ドキュメントなどが競っている。

### ウェブブラウザ
ウェブブラウザは、1990年代にはネットスケープとInternet Explorer（IE）の間で第一次ブラウザ戦争と言われる激しい競争が展開された。ブラウザ単体の優劣の論争だけではなく、マイクロソフトの独占禁止訴訟などでInternet Explorerを含むWindowsへのバンドルの是非も議論となったが、最終的にはIE優位が確定し第一次ブラウザ戦争は終結した。
2000年代半ばになると第二次ブラウザ戦争が勃発し、IEの単独優位にMozilla Firefoxに代表されるGecko系ブラウザや、Safari及びGoogle ChromeなどのWebKit系ブラウザが挑む競争が展開され、2010年代にはChomeが圧倒的シェアを持っている。詳細はブラウザ戦争を参照。

### オープンフォーマット
オープンフォーマットとは、表計算ソフトやワープロソフトなどを含むオフィススイート用のファイルフォーマットのオープンな標準化だが、OpenOffice.org・サン・マイクロシステムズ・IBMなどが支持するOpenDocumentと、マイクロソフトが対抗して作成したOpenXMLが標準化競争を展開している。

## ソフトウェア開発

### エディタ戦争
代表的なテキストエディタであるviとEmacsをめぐる論争である。詳細はエディタ戦争を参照。

## プログラミング・プログラミング言語

### 構造化プログラミング
手続き型プログラミングの生産性・可読性・保守性の向上のために構造化プログラミングが提唱された。特にgoto文を全面禁止すべきか否かで論争が発生した（プログラミング言語#改良も参照）。

### オブジェクト指向プログラミング

#### 分散オブジェクト
マイクロソフトのCOMをベースにしたOLEと、IBMのSOMをベースにしたAppleなどのOpenDocが対立した。分散ソフトウェアコンポーネントの分野では、マイクロソフトのDCOMと、DSOMをベースとしたOMGのCORBAが対立した。更にインターネットでの利用を考慮した分野では、マイクロソフトのActiveXコントロールと、サンのJava BeansやEJBなどが対立している。

## ユーザインターフェース

### キーボード
キーボードの形状（特にキーレイアウト）で有名な対立・議論には、世界的にはQWERTY配列とDvorak配列、101キーボード系での特殊キー（特にEscキー）の位置、日本ではJISキーボードをめぐる議論（親指シフトやBTRON用キーボード、101/104英語キーボードなどの支持派による）などがある。

### モーダル 対 モードレス
Dont Mode Me Inといった言葉に代表されるが、状態（コンテキスト）を持った操作系と、そうでない操作系。

### GUI 対 CUI
1990年代のグラフィカルユーザインタフェース (GUI) の一般への普及により、従来からのキャラクタユーザインタフェース (CUI) との比較や使い分けが議論となった。
ユーザインタフェース（ウィンドウシステム）の著作権をめぐり、多数の訴訟が発生した（Appleによるマイクロソフトへの訴訟、ゼロックスによるアップルへの訴訟など）。

### デスクトップ環境
主にUNIX（およびUnix系）のデスクトップ環境では、商用ではCDE、オープンソースでは、KDEとGNOMEが有力である。

## その他

### 文字コード
コンピュータの内部で使われる文字コードは、日本においてシフトJIS、EUC-JPなどが乱立する状況になった。
メインフレームの世界ではIBMのEBCDICおよびIBM漢字、富士通のJEF漢字コード、日本電気のJIPSなどがある。UNIXの世界ではEUCが主流である。パーソナルコンピュータなどではASA（現ANSI）のASCIIの他、JISのJIS漢字コードがあるが、当初は規定外のシフトJISが普及してしまい、後にJISでも規定された。これらの間では相互に外字や機種依存文字などの問題があり、適切な設計や対応をしないと文字化けなどの原因ともなった。
これらは、2000年代半ば以降から多言語を扱えるUnicodeが普及したことで解決した。ただしUTF-8やUTF-16など複数の符号化方式を含み、議論が続いている。

### プログラミング作法
- プログラミング作法
- プログラムコードの記述スタイル
- コードおよび論理構造の記述スタイル
- 多バイトのデータの配置方法
- 字下げスタイル

### 上記以外
- リトルエンディアン 対 ビッグエンディアン
- スーパースケーラプロセッサ 対 ベクトルプロセッサ
- ハイパフォーマンスコンピューティングの演算モデル。